# Dark Passion Play
Dark Passion Play je šesté studiové album finské metalové skupiny Nightwish. Poprvé v něm vystoupila nová zpěvačka Anette Olzon a je to také nejdražší album Nightwish.
Autorem většiny textů a zakladatelem skupiny Tuomas Holopainenem je považováno za dosud nejtvrdší, značná část fanoušků si však myslí opak, kvůli jemnému hlasu Anette Olzon, která nemá operní hlas jako bývalá zpěvačka Tarja Turunen.
S albem je spjato i světové turné, které trvalo necelé tři roky. Bylo přerušeno tříměsíční přestávkou, aby si skupina mohla odpočinout. Samotné turné vyvrcholilo 19. září 2009 v Hartwall aréně ve Finsku.

## Seznam skladeb
| Pořadí         | Název | Délka |
| -------------- | --- | ----- |
| 1.             | The Poet and the Pendulum I. White Lands of Empathica II. Home III. The Pacific IV. Dark Passion Play V. Mother and Father | 13:54 |
| 2.             | Bye Bye Beautiful | 4:14  |
| 3.             | Amaranth | 3:51  |
| 4.             | Cadence of Her Last Breath                                                                                                 | 4:14  |
| 5.             | Master Passion Greed | 6:02  |
| 6.             | Eva | 4:24  |
| 7.             | Sahara | 5:47  |
| 8.             | Whoever Brings the Night                                                                                                   | 4:17  |
| 9.             | For the Heart I Once Had                                                                                                   | 3:55  |
| 10.            | The Islander | 5:05  |
| 11.            | Last of the Wilds | 5:40  |
| 12.            | 7 Days to the Wolves | 7:03  |
| 13.            | Meadows of Heaven | 7:10  |
| 14.            | The Escapist | 4:57  |
| Celková délka: | Celková délka: | 75:43 |

## Dark Passion Play [Bonus Disc]
Obsahuje stejné skladby jako Dark Passion Play, ale v instrumentální verzi.